# NGC 397
NGC 397 es una galaxia elíptica (Y?) localizada en la dirección de la constelación de Pisces. Posee una declinación de +33° 06' 35" y una ascensión recta de 1 horas, 08 minutos y 31,0 segundos.